# سوسن الناصرة
سوسن الناصرة أو السوسن البسماركي (باللاتينية: Iris bismarckiana) أو (باللاتينية: Iris nazerena) هو أحد أنواع السوسن من الفصيلة السوسنية. سمي نسبة إلى مدينة الناصرة في الجليل.

## الموئل والانتشار
ينتشر في بلاد الشام.